# Ryūichi Sakamoto
Ryūichi Sakamoto (坂本 龍一?, Sakamoto Ryūichi; Tokyo, 17 gennaio 1952 – Tokyo, 28 marzo 2023) è stato un musicista, compositore e attore giapponese.
Viene considerato tra i pionieri della fusione tra la musica etnica orientale e le sonorità elettroniche occidentali. La sua vasta discografia solista (che include oltre settanta titoli diversi) spazia fra numerosi generi quali pop, musica elettronica, ambient, bossa nova, world music e musica neoclassica.
Dapprima membro degli Yellow Magic Orchestra, gruppo musicale seminale per la musica elettronica giapponese e il j-pop, Sakamoto inaugurò successivamente la carriera solista e divenne compositore di note colonne sonore cinematografiche, alcune delle quali, come Furyo, L'ultimo imperatore (ai quali prese anche parte come attore) e Il tè nel deserto, ottennero fama mondiale e premi prestigiosi.

## Biografia
Dopo aver studiato pianoforte sin da giovanissimo, ebbe le sue prime esperienze musicali al liceo, dove suonò in complessi di musica jazz. Frequentò successivamente l'Università delle arti di Tokyo, dove si diplomò in composizione, per poi perfezionarsi in musica elettronica e musica etnica.
Nel 1978 pubblicò il suo esordio Thousand Knives (sebbene anni prima avesse già inciso privatamente l'album jazz Disappointment) e divenne membro della Yellow Magic Orchestra con Haruomi Hosono e Yukihiro Takahashi, una band di pop elettronico che riuscì a farsi notare in Giappone e nel Regno Unito, a partire dagli ultimi anni settanta, grazie ad alcuni singoli di successo ed all'album Solid State Survivor. Alla formazione è stata anche attribuita un'influenza significativa sulle scene techno e acid house dei decenni successivi. Dopo aver collaborato con Kazumi Watanabe (anch'egli membro degli YMO) in un paio di pubblicazioni, divenne co-protagonista, insieme a David Bowie, nel film di Nagisa Ōshima Furyo (Merry Christmas, Mr. Lawrence) uscito nel 1983. Del film ha scritto anche le musiche, tra le quali spicca il tema principale, Forbidden Colours, cantata da David Sylvian, che divenne un singolo di successo ed il suo brano più famoso.
In seguito allo scioglimento degli Yellow Magic Orchestra avvenuto nel 1984, uscì Ongaku Zukan che venne ripubblicato poco tempo dopo con il titolo Illustrated Musical Encyclopedia, registrato con Simon Jeffes e Thomas Dolby. L'album segnò la maturazione della musica di Sakamoto, divenuta una fusione di musica "occidentale" e "orientale". In seguito all'uscita di Esperanto e Futurista, che vennero pubblicati per il solo mercato giapponese, registrò nel 1987 l'album di successo Neo Geo, caratterizzato da ricercate sonorità world music, pop, e arrangiamenti elettronici.
Sempre nel 1987 vinse un premio Oscar grazie alla colonna sonora del film L'ultimo imperatore di Bernardo Bertolucci, che realizzò con David Byrne e Cong Su; nella pellicola interpretò anche un ruolo, quello del nazionalista giapponese Masahiko Amakasu. Tra le altre sue colonne sonore vi sono quelle per l'anime Le ali di Honneamise di Hiroyuki Yamaga (1987), Il tè nel deserto e Piccolo Buddha di Bertolucci (1990 e 1993) e per Tacchi a spillo di Pedro Almodóvar (1992). A Sakamoto venne affidata l'orchestrazione della cerimonia di apertura dei Giochi olimpici del 1992, tenutisi a Barcellona, in Spagna.
A partire dal 1996 condusse il programma radiofonico musicale Gut On Line. Il suo primo album per solo pianoforte fu BTTB (Back To The Basics) del 1998, seguito anni dopo da Out of Noise e Playing the Piano, entrambi usciti nel 2009. Quest'ultimo fu distribuito anche in una versione speciale limited edition contenente come bonus l'album Out of Noise, precedentemente pubblicato solo in Giappone.

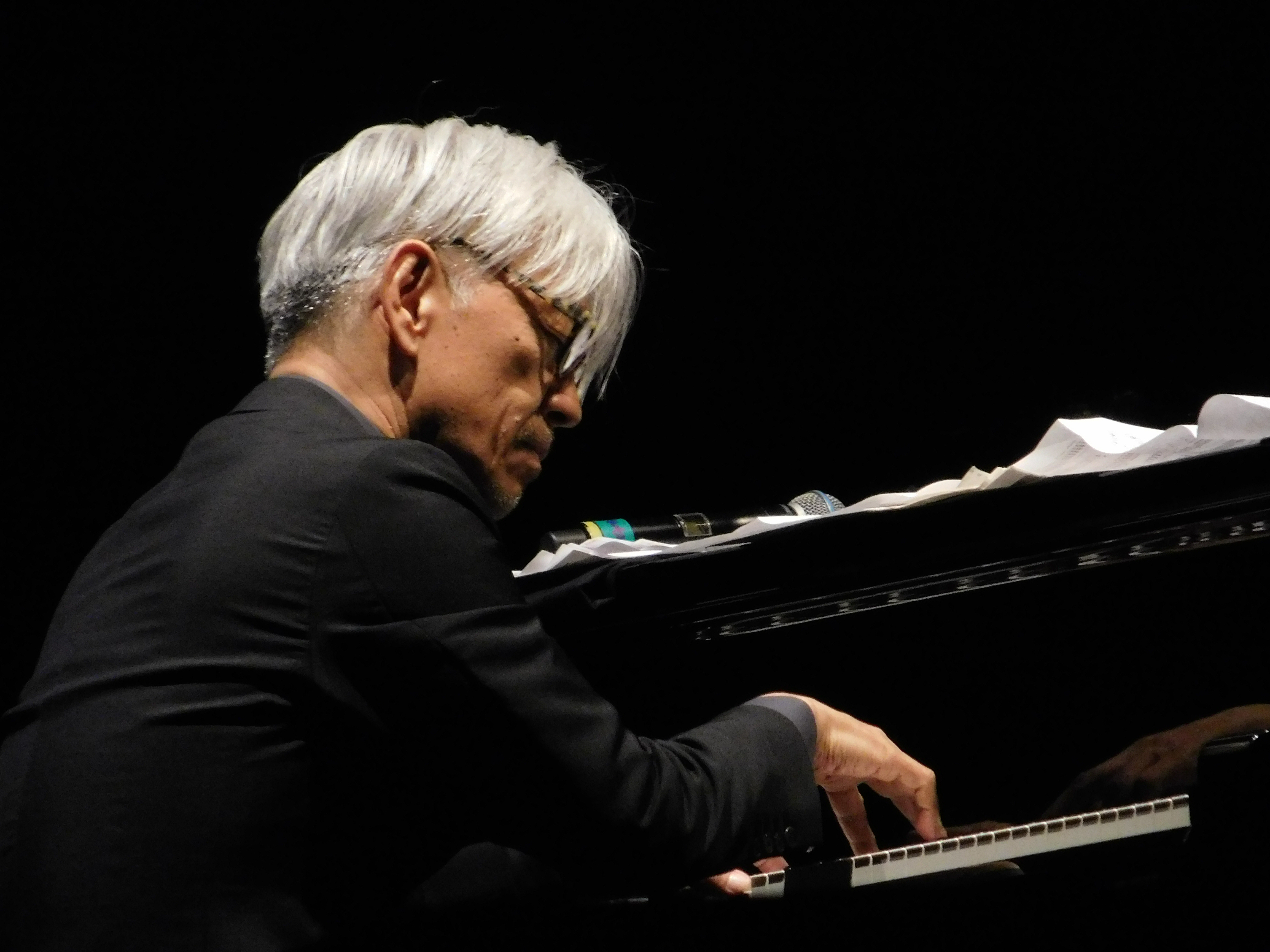
Ryuichi Sakamoto in concerto a San Paolo nel 2017

Sakamoto collaborò prevalentemente a produzioni discografiche con artisti britannici, in particolare con David Sylvian, intervenendo nella realizzazione di quasi tutti i suoi album. Tra le altre collaborazioni si annoverano quelle con Iggy Pop, Caetano Veloso, Thomas Dolby, Youssou N'Dour, Alva Noto, Hector Zazou e Cesária Évora. Di lui era noto anche l'atteggiamento critico verso la legge sul copyright, in quanto sosteneva che fosse anacronistica nell'età dell'informatizzazione, così come il suo impegno per la pace e l'ecologia. È stato un membro dell'organizzazione anti-nucleare Stop Rokkasho e ha richiesto la chiusura della Centrale nucleare di Hamaoka.
Nel 2012 organizzò il concerto No Nukes 2012, a cui parteciparono 18 gruppi, inclusi Yellow Magic Orchestra e Kraftwerk. Nel luglio del 2014 annunciò, attraverso una lettera sul proprio sito web, che gli era stato diagnosticato un tumore alla faringe (scoperto a causa di un precedente "fastidio alla gola"), e contestualmente comunicò la cancellazione di tutti i propri impegni per lo stesso anno, primo fra tutti quello da Direttore al Sapporo International Art festival. Il 3 agosto 2015, sempre sul proprio sito web, dichiarò: «È passato un anno da allora e, ringraziando tutti, sono in gran forma. Sto pensando di tornare al lavoro». Successivamente compose, assieme ad Alva Noto, la colonna sonora del film Revenant - Redivivo.
Nel 2017 pubblicò dopo quasi otto anni un nuovo album da solista intitolato "async". Il disco venne considerato uno dei migliori album del 2017, a detta della critica internazionale.
È morto il 28 marzo 2023, per le complicazioni di un altro tumore, questa volta al colon. Il suo staff ha reso noto il decesso solo qualche giorno dopo, il 2 aprile.

## Stile musicale
Ispirato per sua ammissione a John Coltrane, ai Beatles e a John Cage, Sakamoto si mosse principalmente lungo due percorsi ben definiti: da una parte quello del compositore di colonne sonore minimaliste e orchestrali, dall'altra quella dell'artista di pop elettronico e sofisticato che unisce fra loro sonorità all'avanguardia, melodie orientali, sinfonismi occidentali e occasionali incursioni nel jazz. Particolarmente significativi in questo senso sono Illustrated Musical Encyclopedia (1986) e NEO GEO (1987), i due album che definirono la vena world e pop che avrebbe poi caratterizzato molte delle sue uscite seguenti. Se Heartbeat (1992) è un esercizio che lo ha avvicinato all'hip hop e alla musica etnica brasiliana e africana, Sweet Revenge (1994) si ispira alla techno virando anche verso brani più melodici; 1996 (1996) è un album per soli strumenti acustici mentre il seguente Smoochy (1996) segue la scia della musica lounge. Suoi sono anche alcuni album per solo pianoforte quali BTTB: Back to the Basics (1999) e Out of Noise (2009), nonché opere che risentono fortemente l'influsso della musica glitch come quelle realizzate al fianco di Christian Fennesz e Alva Noto.

## Vita privata
Nel 1972 sposò Natsuko, la prima moglie, che gli dette una figlia. I due divorziarono nel 1982, anno in cui Sakamoto contrasse matrimonio con la cantante e pianista Akiko Yano, che collaborò spesso con lui. La coppia generò la cantante Miu Sakamoto. Nel 2006 i coniugi divorziarono. Sakamoto sposò in terze nozze la sua manager, Norika Sora: da questo matrimonio nacque l'artista e regista Neo Sora.

## Discografia parziale
Sakamoto pubblicò una ventina di album personali, oltre a una serie di lavori comprendenti album collettanei, colonne sonore e antologie, per un totale di oltre 150 titoli. Egli collaborò spesso nel campo dei videogiochi, con la casa di produzione SEGA, per la quale compose e produsse il suono di avvio della console Dreamcast, oltre a partecipare sia come compositore che come sceneggiatore allo sviluppo del gioco L.O.L. (Lack of Love), sempre per SEGA Dreamcast.
| 1978 | Thousand Knives |
| 1980 | B-2 Unit |
| 1981 | Hidari Ude No Yume |
| 1982 | Tokyo Joe |
| 1983 | Merry Christmas Mr. Lawrence (colonna sonora del film Furyo) The End Of Asia |
| 1984 | 音楽図鑑 (Ongakuzukan) (venne ripubblicato nel 1986 con il titolo Illustrated Musical Encyclopedia) |
| 1985 | Esperanto |
| 1986 | Futurista |
| 1987 | The Last Emperor (colonna sonora del film L'ultimo imperatore) Ouritsu Uchûgun - Oneamitsu no Tsubasa (colonna sonora dell'anime Le ali di Honneamise) Neo Geo |
| 1988 | Playing the Orchestra (Live) |
| 1989 | Gruppo Musicale Sakamoto plays Sakamoto |
| 1990 | The Sheltering Sky (colonna sonora del film Il tè nel deserto) The Handmaid's Tale Beauty The Arrangement |
| 1991 | Heartbeat |
| 1992 | Soundtracks Emily Bronte's Wuthering Heights/Arashigaoka High Heels (colonna sonora del film Tacchi a spillo) |
| 1993 | Wild Palms Little Buddha (colonna sonora del film Piccolo Buddha) Asian Games Opera |
| 1994 | Sweet Revenge Soundbytes |
| 1995 | Virgin Tracks (Best of) Smoochy |
| 1996 | 1996 |
| 1997 | Discord El Mar Mediterrani Decode 20 |
| 1998 | Greatest Hits Snake Eyes Love is the Devil |
| 1999 | Life in Progress BTTB (Back To The Basics) Gohatto (noto anche come Taboo) Raw Life (Osaka) Raw Life (Tokyo) |
| 2000 | Audio Life: A Ryuichi Sakamoto Opera 1999 Eien No Ko (Eternal Child) Lack of Love Cinemage |
| 2001 | Casa (musiche di Antônio Carlos Jobim eseguite con Paula e Jaques Morelenbaum) |
| 2002 | Intimate Collection 81-87 (10 CD set) Minha Vida Como Um Filme Raw Life + Sampled Life Zero Landmine (No More Landmines) Elephantism Works I: Cm Works II: TV & Instrumental Femme Fatale Us:Ultimate Solo Henkaku No Seiki: Century of Reform Comica Early Best Songs Vrioon (con Alva Noto) |
| 2003 | A Day in New York (con Paula e Jaques Morelenbaum) Moto.Tronic Derrida World Citizen (con David Sylvian) Alexei and the Spring |
| 2004 | Chasm /04 |
| 2005 | Sala Santa Cecilia (con Christian Fennesz) Insen (con Alva Noto) Shinning Boy & Little Randy /05 |
| 2006 | Revep (con Alva Noto) For (con Alva Noto) Bricolage (Chasm remixes) Babel Seta |
| 2009 | Out Of Noise Playing The Piano |
| 2012 | Three |
| 2017 | async |
| 2023 | 12 |
| 2024 | Opus |

## Filmografia

### Compositore
- Furyo (Merry Christmas Mr. Lawrence), regia di Nagisa Ōshima (1983)
- L'ultimo imperatore (The Last Emperor), regia di Bernardo Bertolucci (1987)
- Le ali di Honneamise (王立宇宙軍 オネアミスの翼), regia di Hiroyuki Yamaga (1987)
- Il tè nel deserto (The Sheltering Sky), regia di Bernardo Bertolucci (1990)
- Il racconto dell'ancella (The Handmaid's Tale), regia di Volker Schlöndorff (1990)
- Tacchi a spillo (Tacones lejanos), regia di Pedro Almodóvar (1991)
- Piccolo Buddha (Little Buddha), regia di Bernardo Bertolucci (1993)
- Omicidio in diretta (Snake Eyes), regia di Brian De Palma (1998)
- Love Is the Devil (Love Is the Devil: Study for a Portrait of Francis Bacon), regia di John Maybury (1998)
- Tabù - Gohatto (御法度), regia di Nagisa Ōshima (1999)
- Femme fatale, regia di Brian De Palma (2002)
- Tony Takitani, regia di Jun Ichikawa (2004)
- Seta (Silk), regia di François Girard (2007)
- Revenant - Redivivo (The Revenant), regia di Alejandro González Iñárritu (2015)
- Il caso Minamata (Minamata), regia di Andrew Levitas (2020)
- Beckett, regia di Ferdinando Cito Filomarino (2021)
- L'innocenza (Kaibutsu), regia di Hirokazu Kore'eda (2023) - postumo

### Attore
- Furyo (Merry Christmas Mr. Lawrence), regia di Nagisa Ōshima (1983)
- L'ultimo imperatore (The Last Emperor), regia di Bernardo Bertolucci (1987)
- New Rose Hotel, regia di Abel Ferrara (1998)
- Ryuichi Sakamoto: CODA, regia di Stephen Schible (2017)

## Doppiatori italiani
- Massimo Fedele in Furyo
- Dario Penne in L'ultimo imperatore